# Monforte de Alba
Monforte d'Alba (Monfòrt en piamontés) es una ciudad de 1.994 habitantes que está situado en Piamonte y en la provincia de Cuneo. El nombre se deriva de las murallas del castillo situado encima de un monte (Mons Fortis) y la villa medieval.

## Historia
Se han encontrado restos de asentamientos que datan del Neolítico y fragmentos de la época de los romanos.

### Monforte y el episodio cátaro
El castillo, cuyos señores feudales (como la población) eran de ideologías cátaras, fue sitiado y conquistado por las fuerzas del arzobispo de Milán, Ariberto de Intimiano, a las que se sumaron las del obispo de Asti Alrico. La población se vio obligada a elegir entre abjurar de la creencia cátara y la quema. La mayoría optó con conservar sus ideas y aceptar la pena de muerte.

"...El castillo de Monfort, una de las fortalezas más singulares de Francia, está estrechamente vinculado con el catarismo. La espectacular ciudadela pertenecía a Bernard de  Cazenac, uno de los señores feudales que más protegieron a los cátaros. ... Cuando en 1214 Simón de Monfort alcanzó el Périgod -en su ansia por capturar a su principal adversario Bernard de  Cazenac- se dirigió afanosamente hacia Monfort, cuya fortaleza encontró totalmente vacía, aunque sí pudo apresar a Blanca, la hija, a la que quemó viva; cuenta la leyenda que su alma sigue flotando desde entonces por los alrededores del castillo y el espectacular cingle (acantilado fluvial) que lo envuelve, como en un cuento de hadas ..."
Jesús Ávila Granados, La Mitología Cátara pág. 237.

Después de varias etapas, en el siglo XIII la población se unió al feudo del Marqués Del Carretto, que más tarde pasó al marqués Scarampi, de El Cairo.

### Historia reciente
En 1703 fue conquistada por las tropas de la Casa de Saboya y, a continuación, por último, pasa al reino de Cerdeña.
- Combatientes por la Libertad

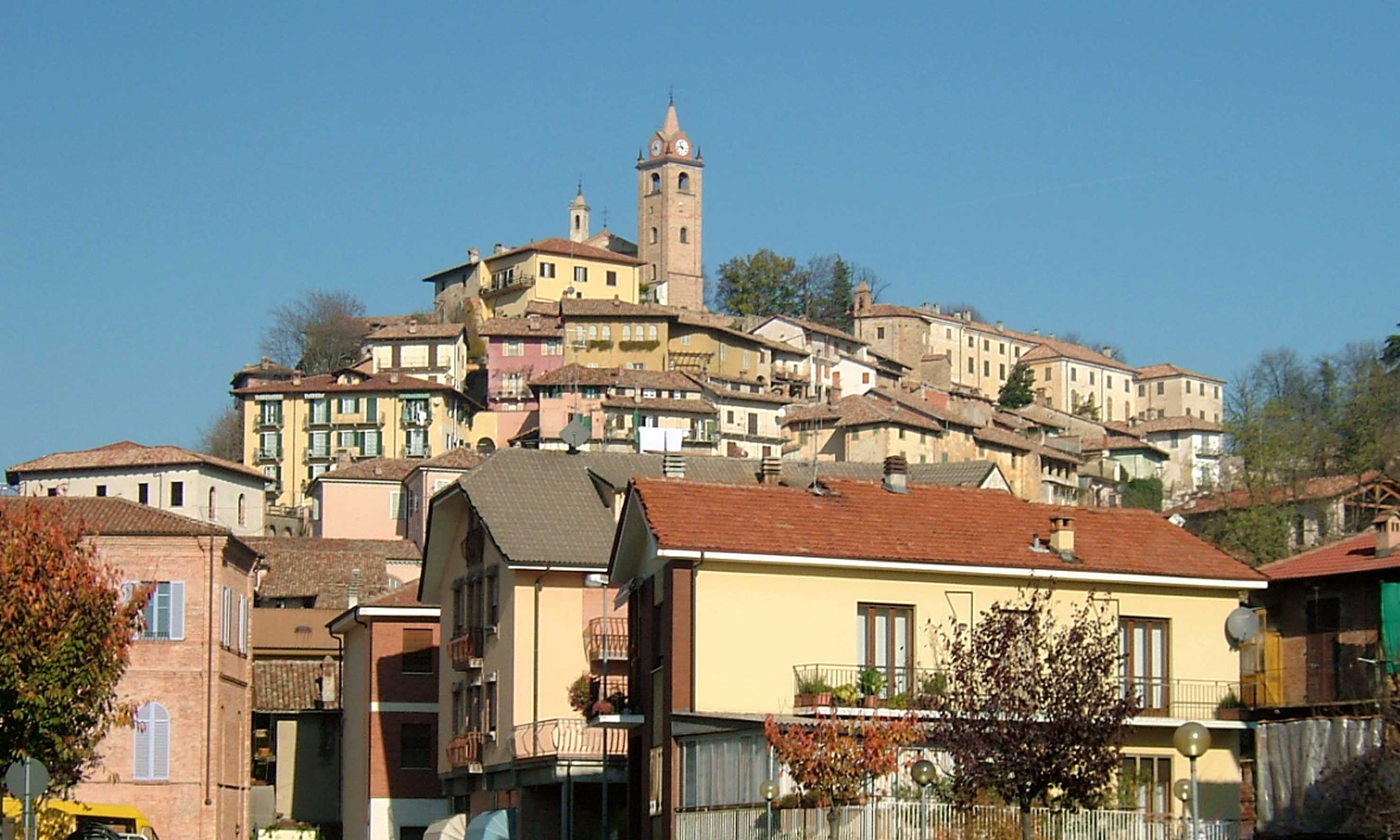
Imagen de Monforte d'Alba (Piamonte, Italia).

Las campiñas, carreteras y caminos de Monforte fueron las sendas, desde otoño de 1943, de los "luchadores por la libertad". En 1944 se trasladó a Langa también Lulù (Louis Chabas, ya activo en el movimiento de resistencia francés) que se convirtió en legendario por sus acciones. En abril, el comandante de la Cuarta Brigada garibaldina, constituida entre Saluzzo y Pinerolo, creó en la zona de Monforte y Novello una fuerza militar considerable. En la pared de la granja Serra, un poco más de Montagliato, una placa de mármol recuerda que ahí se creó el mando de la brigada 48 °. También fueron protagonistas algunos civiles, Portonero Ernesto (más tarde ciudadano honorario de Monforte) y Sabino Grasso. En septiembre de 1944 se organizó aquí la Conferencia de Juntas Municipales 
Al final de la guerra, en enero de 1945 sus comandantes Livio Dante Blanco, Ettore Rosa, Faustino Dalmas y Giorgio Bocca han debatido la situación: las zonas de asentamiento y las relaciones con Garibaldian. A partir del día 25 de abril, en Monforte, la gente que se había refugiago en las viñas fue regresando a sus hogares, cuando las campanas de las iglesias comunicaron a todo el mundo que la guerra había terminado.

## Evolución demográfica
| Gráfica de evolución demográfica de Monforte de Alba entre 1861 y 2001 |
|                                                                        |
| Fuente ISTAT - elaboración gráfica de Wikipedia                        |